# Duomo di Lecce
Il duomo di Lecce, la cui denominazione ufficiale è quella di cattedrale metropolitana di Santa Maria Assunta e Sant'Oronzo, è il principale luogo di culto cattolico di Lecce, chiesa madre dell'arcidiocesi metropolitana omonima. Si trova in piazza del Duomo, nel centro storico della città. È monumento nazionale italiano.

## Storia
Una prima cattedrale della diocesi di Lecce venne costruita nel 1144 dal vescovo Formoso Lubelli; nel 1230, per volere del vescovo Roberto Voltorico, la cattedrale venne rinnovata e ricostruita in stile romanico. Nel 1659, il vescovo di Lecce Luigi Pappacoda diede all'architetto leccese Giuseppe Zimbalo, detto lo Zingarello, il compito di ricostruire la chiesa cattedrale in stile barocco leccese. L'architetto scelse di non alterare la pianta della cattedrale romanica e la prima pietra venne posata il 1º gennaio dello stesso anno. La costruzione venne portata avanti dal 1659 fino al 1670, quando la nuova cattedrale venne solennemente consacrata dal vescovo Pappacoda.

## Descrizione

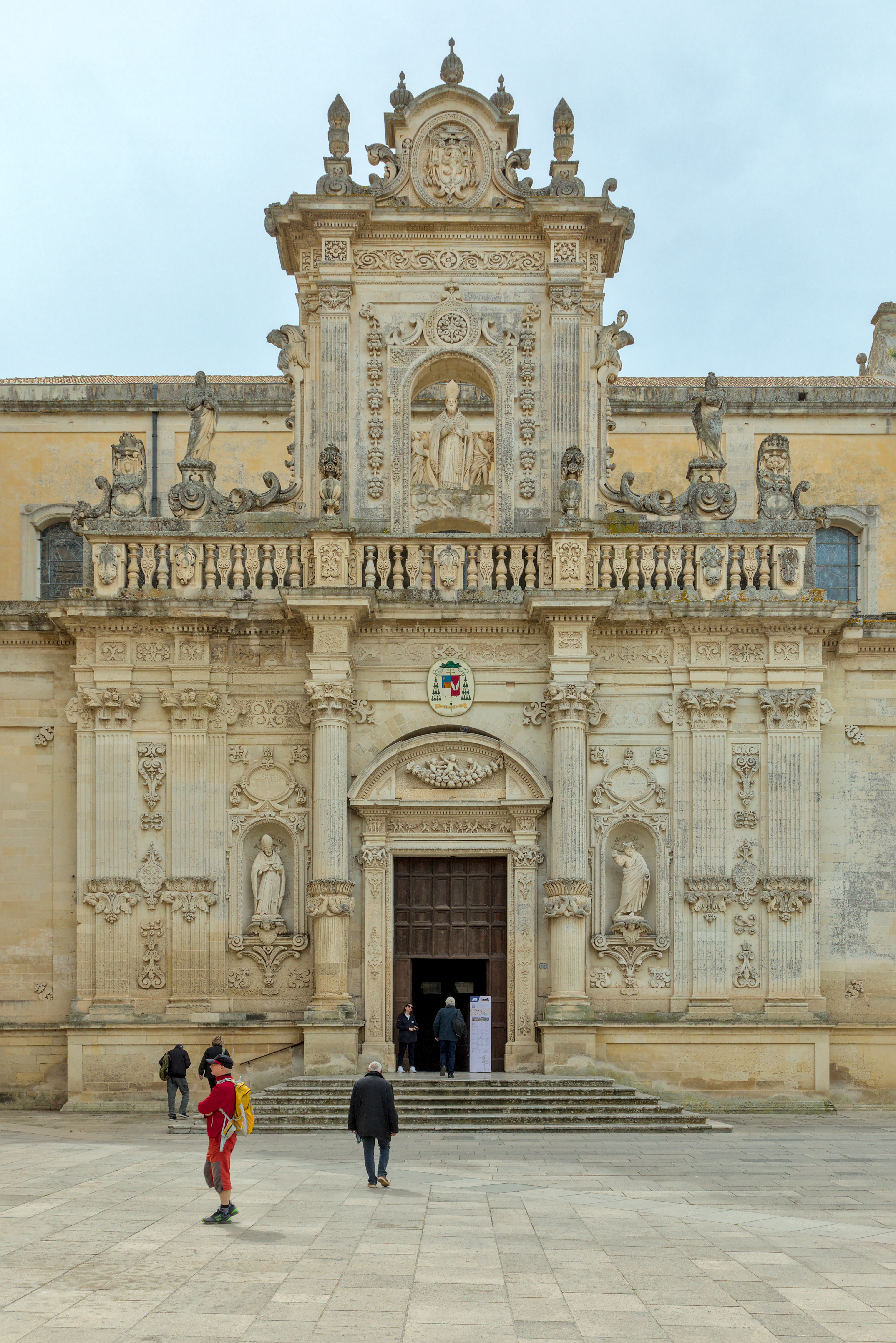
Il portale laterale

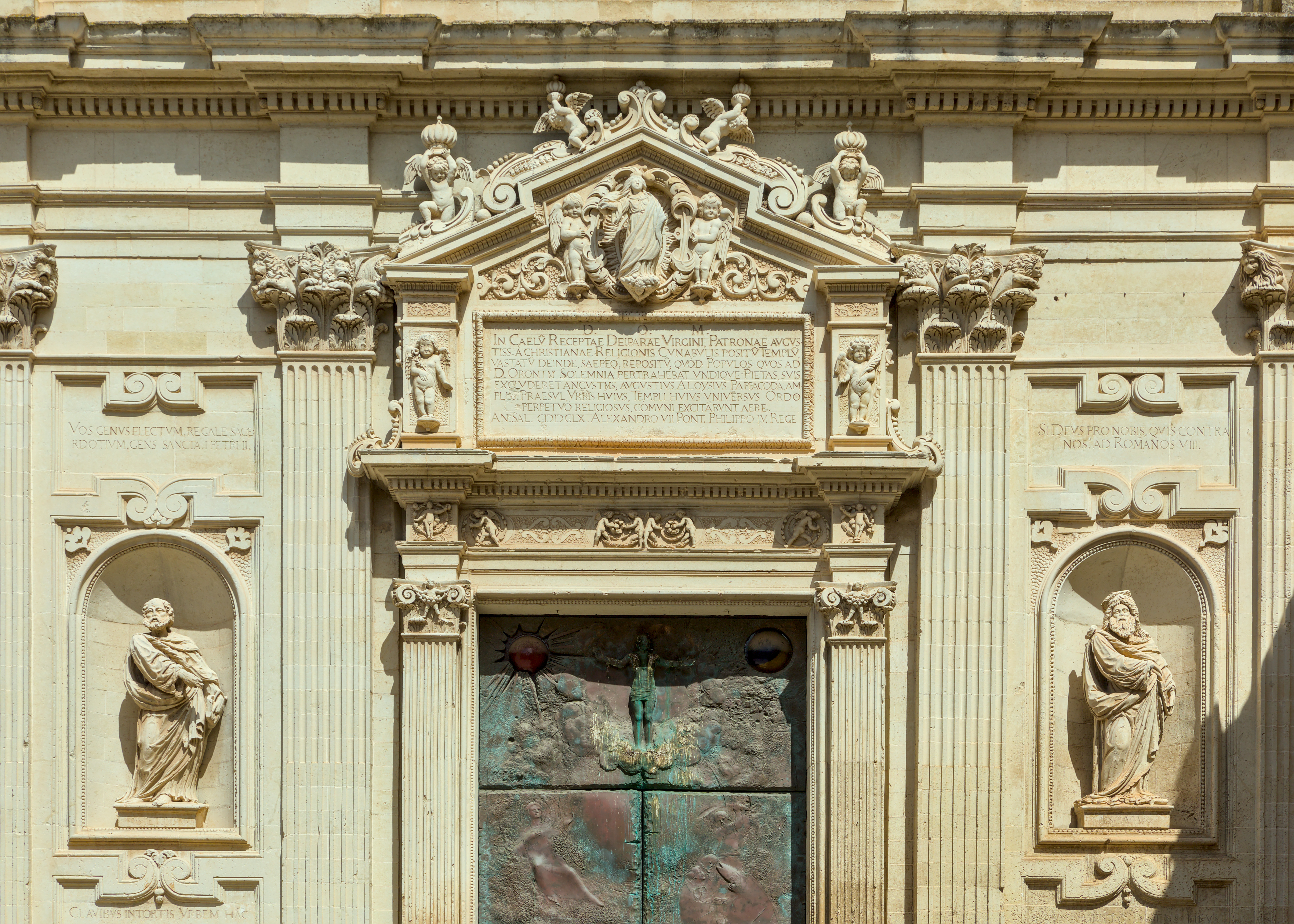
Il portale principale

### Esterno
Il tempio possiede due prospetti, di cui il principale è quello a sinistra dell'Episcopio, mentre l'altro guarda l'ingresso della piazza.
La facciata principale, piuttosto semplice sotto il profilo decorativo, si sviluppa in due ordini dove sono presenti le statue, alloggiate in nicchioni, dei Santi Pietro e Paolo, di San Gennaro e di San Ludovico da Tolosa.
La disposizione delle paraste scanalate fa intravedere che la chiesa è strutturata in tre navate.
Il prospetto settentrionale, ricco ed esuberante, assolve a una precisa funzione scenografica, dovendo rappresentare l'ingresso principale della chiesa per chi entra nel sagrato. Scompartito in cinque zone da paraste e colonne scanalate, il primo ordine presenta un portale ai cui lati due nicchie ospitano le statue di San Giusto e di San Fortunato. La trabeazione è coronata da un'alta balaustra alternata da colonnine e pilastrini, oltre la quale, al centro, si innalza la statua di Sant'Oronzo.

### Campanile

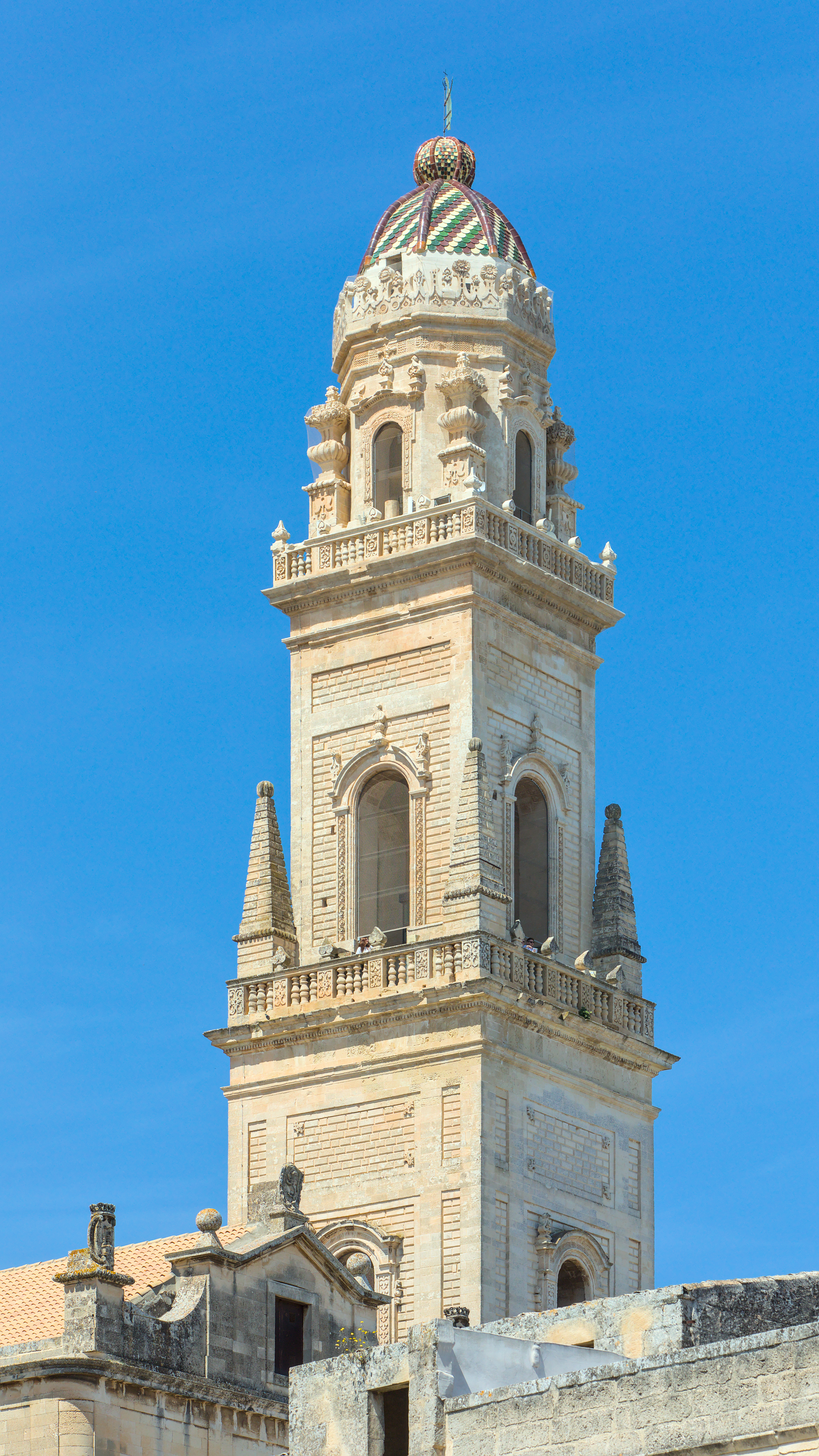
Il campanile del duomo

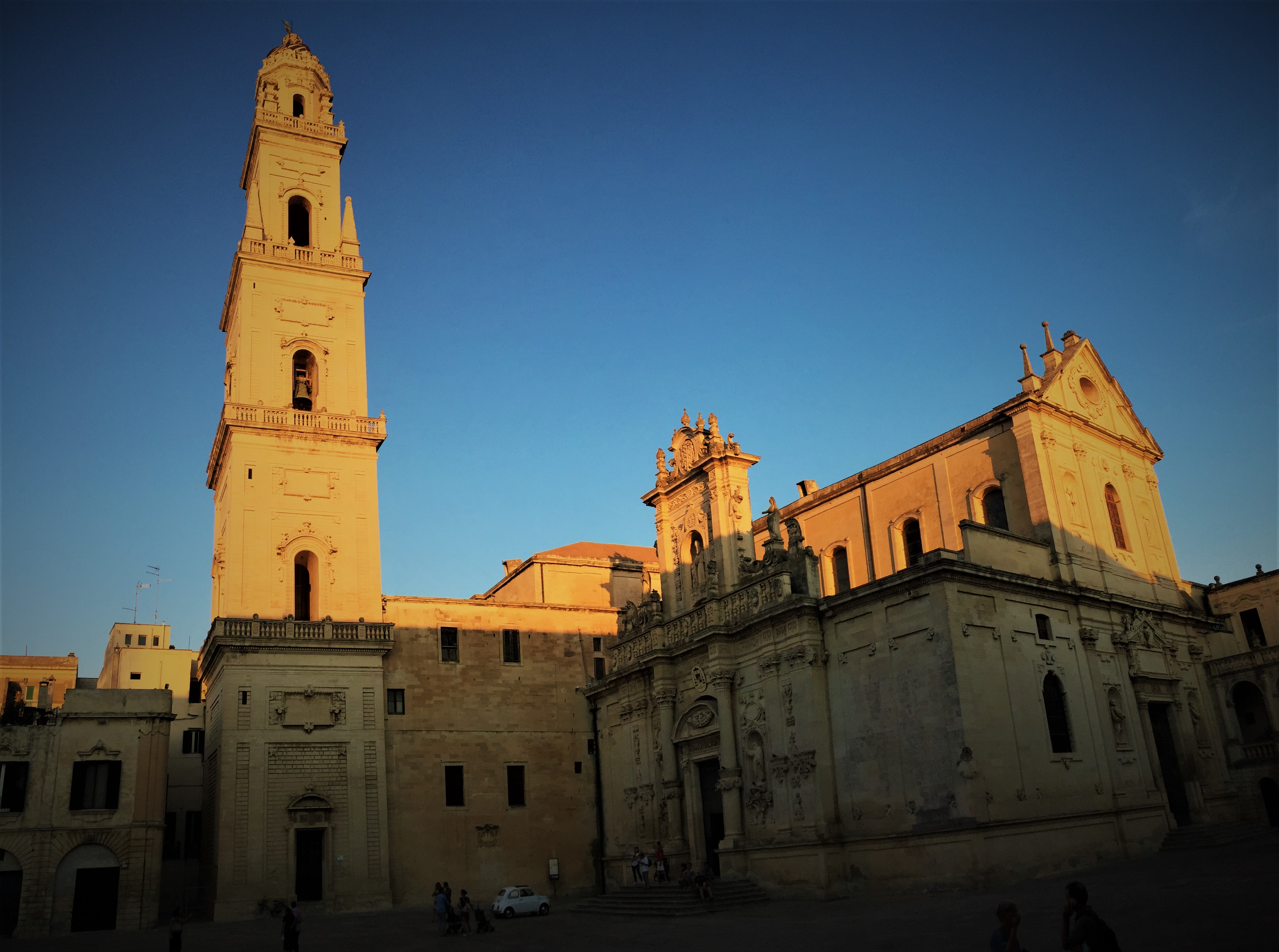
Veduta del duomo e del campanile

Il Campanile del Duomo venne costruito tra il 1661 e il 1682 dall'architetto leccese Giuseppe Zimbalo su incarico dell'allora vescovo della città, Luigi Pappacoda. Venne edificato in sostituzione di quello normanno, voluto da Goffredo d'Altavilla, crollato agli inizi del Seicento.
La torre campanaria ha una forma quadrata e risulta essere formata da cinque piani rastremati, l'ultimo dei quali è sormontato da una cupola ottagonale maiolicata, sulla quale è posta una statua in ferro raffigurante Sant'Oronzo. Gli ultimi quattro piani presentano quattro monofore alle quali le antistanti balaustre conferiscono la pittoresca funzione di lunghi balconi.
Impreziosiscono il campanile alcune epigrafi latine le quali, incise su targhe posizionate sopra le monofore, furono dettate dal letterato leccese Giovanni Camillo Palma.
Ha un'altezza di 70 metri, e dalla sua sommità è possibile ammirare il mare Adriatico e nei giorni particolarmente limpidi anche le montagne dell'Albania. La torre presenta una leggera curvatura verso sinistra, dovuto a un leggero cedimento delle fondamenta.

### Interno

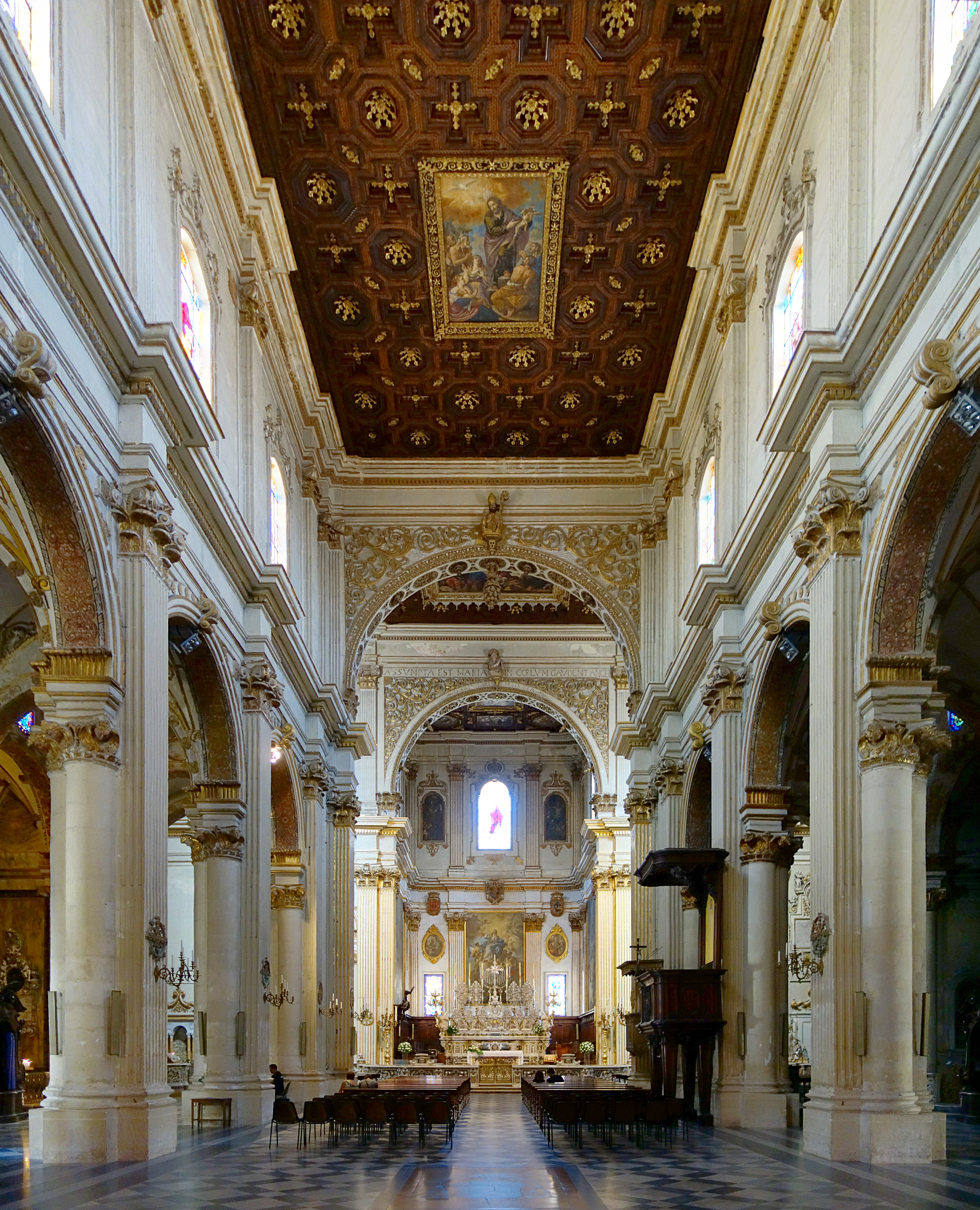
La navata centrale

L'interno, a croce latina, è a tre navate divise da pilastri a semicolonne. La navata centrale e il transetto sono ricoperti da un soffitto ligneo a lacunari intagliati, risalente al 1685, entro il quale sono incastonate le tele, di Giuseppe da Brindisi, raffiguranti la Predicazione di Sant'Oronzo, la Protezione dalla peste, il Martirio di Sant'Oronzo e l'Ultima Cena.
Il Duomo accoglie al suo interno 12 altari, più quello maggiore, ed è ricco di opere pittoresche realizzate da valenti artisti, tra i quali Giuseppe da Brindisi, Oronzo Tiso, Gianserio Strafella, Gian Domenico Catalano e Giovanni Andrea Coppola.
Gli altari sono dedicati, (a partire dalla navata sinistra), a San Giovanni Battista (1682), alla Natività con presepe cinquecentesco, al Martirio di San Giusto (1674), a Sant'Antonio da Padova (pure del 1674), alla Vergine Immacolata (1689), a San Filippo Neri (1690), al Crocifisso e al Sacramento (1780), a Sant'Oronzo (1671), all'Addolorata, a San Giusto (1656), a San Carlo Borromeo e a Sant'Andrea Apostolo (1687).
L'altare maggiore in marmo e bronzo dorato, fu costruito dal vescovo Sersale e consacrato nel 1757 dal vescovo Sozi Carafa che commise ad Oronzo Tiso il grande quadro centrale dell'Assunta (1757) e i due laterali raffiguranti il Sacrificio del Profeta Elia e il Sacrificio di Noè dopo il Diluvio (1758). Del 1759 è il coro in noce con la cattedra episcopale voluto dal vescovo Fabrizio Pignatelli e dovuto forse a disegni di Emanuele Manieri.
La Cattedrale possiede una cripta del XII secolo, rimaneggiata nel XVI con aggiunte barocche. Presenta un corpo longitudinale contenente due cappelle barocche con dipinti che incrocia un lungo corridoio composto da novantadue colonne con capitelli decorati da figure umane. Rimasta chiusa per decenni, nel 2017 la cripta ha riaperto dopo un lungo lavoro di restauro; in tale occasione sono state effettuate indagini archeologiche che hanno rivelato la possibile presenza di un putridarium al di sotto di essa.

### Organi a canne

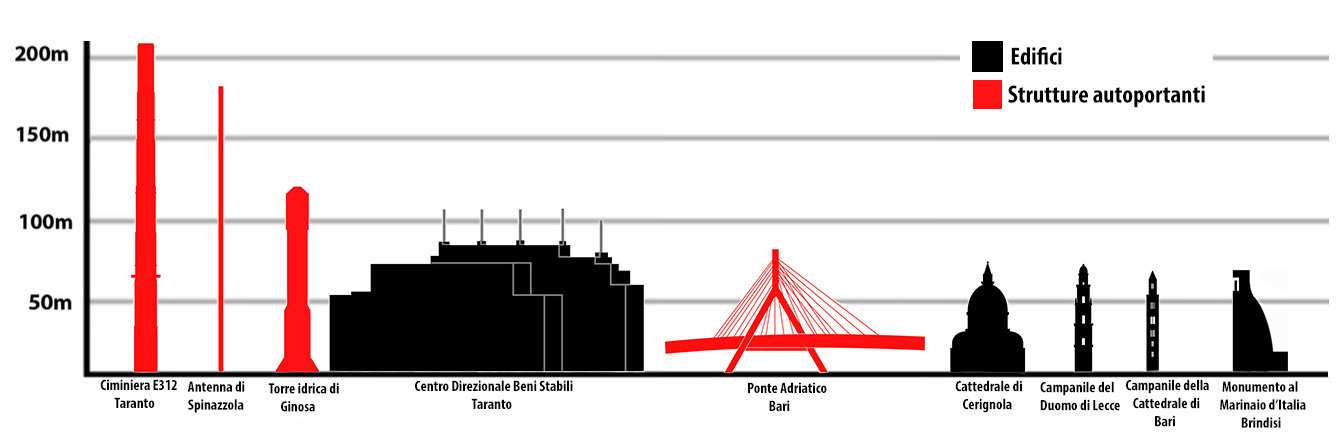
Confronto del campanile tra gli edifici più alti della Puglia

#### Organo maggiore
Sulla cantoria lignea in controfacciata si trova l'organo a canne, costruito nel 1913 da Pacifico Inzoli. Lo strumento ha subito vari restauri: un primo negli anni cinquanta ad opera della ditta organaria Fratelli Ruffatti, che, fra le varie cose, hanno modificato la cassa privandola del suo coronamento ed hanno fornito una nuova consolle; un secondo negli anni ottanta ad opera di Claudio Anselmi Tamburini; l'ultimo tra il 2000 e il 2001 da parte degli eredi di Pacifico Inzoli.
Lo strumento è a trasmissione elettrica ed ha 42 registri per un totale di 3205 canne; la consolle, indipendente, in cantoria, con due tastiere di 58 note ciascuna e pedaliera concavo-radiale di 30 note. La mostra è composta da canne di principale con bocche a mitria disposte a palizzata ed intervallate da lesene lignee.

#### Organo positivo
Nel braccio sinistro del transetto, a pavimento, si trova l'organo a canne Saverio Anselmi Tamburini opus 32, costruito nel 1989. Lo strumento, a trasmissione integralmente meccanica, ha 7 registri; la sua consolle, a finestra, dispone di un'unica tastiera di 56 note ed una pedaliera concava di 30 note costantemente unita al manuale e priva di registri propri.